# Yu Sang-cheol
Yu Sang-cheol (* 18. Oktober 1971 in Seoul; † 7. Juni 2021 ebenda) war ein südkoreanischer Fußballspieler und -trainer.

## Karriere

### Als Spieler

#### Verein
Yu Sang-cheol begann seine Karriere bei Ulsan Hyundai. Mit der Mannschaft gewann er bereits in seiner dritten Saison erstmals den Meistertitel in der K League und wurde gleichzeitig mit 14 Toren Torschützenkönig. Zur Saison 1999 wechselte er nach Japan zu den Yokohama F. Marinos, ehe er 2001 zu Kashiwa Reysol wechselte. Zur Saison 2002 kehrte er zu Ulsan Hyundai zurück, wechselte aber bereits nur ein Jahr später wieder zu den Yokohama F. Marinos. Dort gewann er in den Saisons 2003 und 2004 jeweils den Meistertitel der japanischen Liga. Von 2005 bis 2006 spielte Yoo Sang-chul wieder bei Ulsan Hyundai, wo er auch seine Karriere beendete. 2005 wurde er mit der Mannschaft nochmals koreanischer Meister. In den Spielzeiten 1994, 1998 und 2002 wurde Yu Sang-cheol jeweils in die Elf der Saison der K League gewählt.

#### Nationalmannschaft
Für die südkoreanische Fußballnationalmannschaft absolvierte Yoo Sang-chul insgesamt 122 Spiele und schoss 18 Tore. Er nahm unter anderem an den Fußball-Weltmeisterschaften 1998 und 2002 teil. 2002 belegte er mit der Mannschaft den vierten Platz und wurde in das All-Star-Team des Turniers berufen. 2004 nahm er mit einer Wildcard ausgestattet am olympischen Fußballturnier teil und erreichte das Viertelfinale. In den Jahren 1996 und 2000 nahm er außerdem an den Fußball-Asienmeisterschaften teil.

### Als Trainer
Nach dem Ende seiner aktiven Laufbahn als Spieler wurde Yu Sang-cheol Fußballtrainer. Von 2006 bis 2009 trainierte er Kinder im Rahmen der Fernsehshow Fly Shoot Dori (날아라 슛돌이 Narara Shoot Dori). Von 2009 bis 2011 von trainierte er dann den Club Chuncheon Tech Mech HS. Am 20. Juni 2011 wechselte er zu den Daejeon Citizen in die erste koreanische Liga. Am 1. Dezember 2012 wurde er nach insgesamt 56 Partien entlassen.
Im November 2019 wurde an ihm Bauchspeicheldrüsenkrebs diagnostiziert. Am 7. Juni 2021 starb Yu Sang-cheol an den Folgen dieser Krebserkrankung.

## Erfolge als Spieler
- mit Ulsan Hyundai
  - 2× Koreanischer Meister: 1996, 2005

- mit Yokohama F. Marinos
  - 2× Japanischer Meister: 2003, 2004

- individuelle Erfolge
  - Torschützenkönig in der koreanischen Liga: 1998
  - Berufung in die Elf der Saison der koreanischen Liga: 1994, 1998, 2002
  - FIFA WM 2002 All-Star-Team